# 시마다 유키
시마다 유키(일본어: 島田 祐輝, 1986년 11월 18일 ~ )는 일본의 전 축구 선수이다.

## 구단 경력
과거 미토 홀리호크에서 활동하였다.